# Girl in Red
Marie Ulven Ringheim (ur. 16 lutego 1999 w Horten), znana także jako Marie Ulven lub profesjonalnie jako Girl in Red – norweska piosenkarka indiepopowa i autorka tekstów. Jej singiel „I Wanna Be Your Girlfriend” uzyskał ponad 150 milionów odtworzeń online i został umieszczony na liście 65 najlepszych piosenek roku 2018 według The New York Times.
Ulven jest nazywana „queer ikoną” przez magazyn Paper, oraz „fenomenem” i jedną z najbardziej ekscytujących piosenkarek i autorek tekstów pracujących w świecie muzyki gitarowej przez The New York Times. Jej muzyka uzyskała ponad 150 milionów wyświetleń w październiku 2019 roku. Od 2019 roku, Ulven była na dwóch trasach koncertowych w Ameryce Północnej i na dwóch trasach koncertowych w Europie, oraz występowała na festiwalach takich jak Lowlands, Rock en Seine i Øyafestivalen.

## Dyskografia

### Albumy studyjne
| Dane dot. albumu | Najwyższa pozycja na liście | Najwyższa pozycja na liście | Najwyższa pozycja na liście | Najwyższa pozycja na liście | Najwyższa pozycja na liście | Najwyższa pozycja na liście | Najwyższa pozycja na liście | Najwyższa pozycja na liście | Najwyższa pozycja na liście | Najwyższa pozycja na liście |
| Dane dot. albumu | NOR                         | AUS                         | BEL (Fla)                   | FIN                         | GER                         | NL                          | NZ                          | SWE                         | UK                          | US                          |
| --- | --------------------------- | --------------------------- | --------------------------- | --------------------------- | --------------------------- | --------------------------- | --------------------------- | --------------------------- | --------------------------- | --------------------------- |
| If I Could Make It Go Quiet - Wydany: 30 kwietnia 2021 - Wydawnictwo: AWAL - Format: Digital download, streaming, kaseta, vinyl, CD | 2                           | 10                          | 11                          | 30                          | 19                          | 7                           | 31                          | 31                          | 7                           | 67                          |
| I'm Doing It Again Baby! - Wydany: 12 kwietnia 2024 r. - Wydawnictwo: Columbia Records - Format: Digital download, streaming        | 14                          | ―                           | 34                          | 37                          | ―                           | ―                           | ―                           | ―                           | 37                          | 183                         |

### Kompilacje
| Dane dot. kompilacji                                                     |
| ------------------------------------------------------------------------ |
| Beginnings - Wydany: 6 września 2019 - Wydawnictwo: AWAL - Format: Vinyl |

### Minialbumy
| Dane dot. minialbumu |
| --- |
| Chapter 1 - Wydany: 14 września 2018 - Wydawnictwo: AWAL, Human Sounds Records - Format: Digital download, streaming, kaseta |
| Chapter 2 - Wydany: 6 września 2019 - Wydawnictwo: AWAL - Format: Digital download, streaming                                |

### Single

#### Jako główny artysta
| Rok                                                      | Tytuł                            | Najwyższa pozycja na liście | Najwyższa pozycja na liście | Najwyższa pozycja na liście | Najwyższa pozycja na liście | Najwyższa pozycja na liście | Najwyższa pozycja na liście | Najwyższa pozycja na liście | Najwyższa pozycja na liście | Certyfikat |
| Rok                                                      | Tytuł                            | NOR Air                     | CZR                         | NZ Hot                      | CAN Rock                    | MEX Ingles                  | US Hot Alternative          | US Alternative              | US Rock                     | Certyfikat |
| -------------------------------------------------------- | -------------------------------- | --------------------------- | --------------------------- | --------------------------- | --------------------------- | --------------------------- | --------------------------- | --------------------------- | --------------------------- | --- |
| 2017                                                     | „I Wanna Be Your Girlfriend”     | –                           | –                           | –                           | –                           | –                           | –                           | –                           | –                           | - IFPI NOR: złota płyta - ARIA: platynowa płyta - BPI: srebrna płyta - MC: złota płyta - RIAA: platynowa płyta                                 |
| 2017                                                     | „Will She Come Back”             | –                           | –                           | –                           | –                           | –                           | –                           | –                           | –                           | |
| 2017                                                     | „Dramatic Lil Bitch”             | –                           | –                           | –                           | –                           | –                           | –                           | –                           | –                           | |
| 2018                                                     | „Will She Come Back”             | –                           | –                           | –                           | –                           | –                           | –                           | –                           | –                           | |
| 2018                                                     | „Dramatic Lil Bitch”             | –                           | –                           | –                           | –                           | –                           | –                           | –                           | –                           | |
| 2018                                                     | „Say Anything”                   | –                           | –                           | –                           | –                           | –                           | –                           | –                           | –                           | |
| 2018                                                     | „She Was the Girl in Red”        | –                           | –                           | –                           | –                           | –                           | –                           | –                           | –                           | |
| 2018                                                     | „Summer Depression”              | –                           | –                           | –                           | –                           | –                           | –                           | –                           | –                           | |
| 2018                                                     | „4am”                            | –                           | –                           | –                           | –                           | –                           | –                           | –                           | –                           | |
| 2018                                                     | „Girls”                          | –                           | –                           | –                           | –                           | –                           | –                           | –                           | –                           | - ARIA: złota płyta - BPI: srebrna płyta - MC: złota płyta - RIAA: złota płyta                                                                 |
| 2018                                                     | „We Fell in Love in October”     | –                           | 73                          | –                           | –                           | –                           | –                           | –                           | 14                          | - IFPI NOR: platynowa płyta - ARIA: 2× platynowa płyta - BPI: złota płyta - IFPI GRE: złota płyta - MC: złota płyta - RIAA: 2× platynowa płyta |
| 2019                                                     | „Watch you sleep.”               | –                           | –                           | –                           | –                           | –                           | –                           | –                           | –                           | |
| 2019                                                     | „I need to be alone.”            | –                           | –                           | –                           | –                           | –                           | –                           | –                           | –                           | |
| 2019                                                     | „Dead girl in the pool.”         | –                           | –                           | –                           | –                           | –                           | –                           | –                           | –                           | |
| 2019                                                     | „I’ll die anyway.”               | –                           | –                           | –                           | –                           | –                           | –                           | –                           | –                           | |
| 2019                                                     | „Bad idea!”                      | –                           | –                           | –                           | –                           | –                           | –                           | –                           | –                           | - ARIA: platynowa płyta - BPI: srebrna płyta - RIAA: złota płyta                                                                               |
| 2020                                                     | „Kate’s not here”                | –                           | –                           | –                           | –                           | –                           | –                           | –                           | –                           | |
| 2020                                                     | „Something new”                  | –                           | –                           | –                           | –                           | –                           | –                           | –                           | –                           | |
| 2020                                                     | „Midnight love”                  | –                           | –                           | –                           | –                           | –                           | –                           | –                           | –                           | - RIAA: złota płyta |
| 2020                                                     | „Rue”                            | –                           | –                           | –                           | –                           | –                           | –                           | –                           | –                           | |
| 2020                                                     | „Two queens in a king sized bed” | –                           | –                           | –                           | –                           | –                           | –                           | –                           | –                           | |
| 2021                                                     | „Serotonin”                      | 1                           | –                           | 32                          | 28                          | –                           | 18                          | 2                           | 20                          | - RIAA: złota płyta |
| 2021                                                     | „You Stupid Bitch”               | –                           | –                           | 36                          | –                           | –                           | –                           | –                           | –                           | |
| 2021                                                     | „Body and Mind”                  | –                           | –                           | 29                          | –                           | 27                          | –                           | –                           | 36                          | |
| 2021                                                     | „I'll Call You Mine”             | –                           | –                           | –                           | –                           | –                           | –                           | 11                          | –                           | |
| 2022                                                     | „October Passed Me By”           | –                           | –                           | 28                          | –                           | –                           | –                           | –                           | 45                          | |
| 2024                                                     | „Too Much”                       | 3                           | –                           | 33                          | –                           | –                           | –                           | 26                          | –                           | |
| 2024                                                     | „Doing It Again Baby”            | –                           | –                           | –                           | –                           | –                           | –                           | –                           | –                           | |
| 2024                                                     | „You Need Me Now?”               | –                           | –                           | 23                          | –                           | –                           | –                           | –                           | 40                          | |
| 2024                                                     | „Girlfriend Is Better”           | –                           | –                           | –                           | –                           | –                           | –                           | –                           | –                           | |
| „–” oznacza, że singel nie był notowany na danej liście. |                                  |                             |                             |                             |                             |                             |                             |                             |                             | |

#### Jako artysta gościnny
| Rok  | Tytuł                          |
| ---- | ------------------------------ |
| 2018 | „Malibu” (Lokoy)               |
| 2023 | „The Eras Tour” (Taylor Swift) |

## Życie prywatne
Dorastała z siostrami oraz rozwiedzonymi rodzicami. Jej ojciec był policjantem. Jej dziadek umiał grać na pianinie i gitarze, jednak dorastała ona bez instrumentów w domu. Będąc w szkole średniej, Ulven zamierzała zostać nauczycielką dopóki w wieku 14 lat nie zapoznała się z pisaniem piosenek. Ulven otrzymała swoją pierwszą gitarę jako prezent świąteczny od jej dziadka w 2012.  Ulven sama nauczyła się grać pianinie, gitarze oraz produkować muzykę w swoim domu. 